# Distributievolume
Het distributievolume of verdelingsvolume (VD) is een term uit de farmacokinetiek om de verdeling (distributie) van een geneesmiddel in het lichaam na inname te kwantificeren.
Het distributievolume wordt gedefinieerd als het (schijnbare) volume dat een bepaalde hoeveelheid geneesmiddel nodig heeft om dezelfde plasmaconcentraties als de geobserveerde te produceren, in het geval het geneesmiddel gelijkmatig in alle compartimenten (plasma, weefsels, vet) zou distribueren.
Het distributievolume wordt als volgt berekend:
{\displaystyle {V_{D}}={\frac {\mathrm {D_{t}} }{\mathrm {C_{P}} }}}
{\displaystyle D_{t}} - totale hoeveelheid geneesmiddel in het lichaam (kg)
{\displaystyle C_{P}} - plasmaconcentratie (kg/L)
{\displaystyle V_{D}} - distributievolume (L)
of genormeerd:
{\displaystyle D_{t}} - hoeveelheid geneesmiddel in het lichaam per kg lichaamsgewicht ( - )
{\displaystyle C_{P}} - plasmaconcentratie in (kg/L)
{\displaystyle V_{D}} - distributievolume (L/kg)
Voorbeelden van distributievolumina.
| Geneesmiddel         | VD in liter | Opmerking                                                            |
| -------------------- | ----------- | -------------------------------------------------------------------- |
| Warfarine            | 8           | hoge mate van plasma-eiwitbinding.                                   |
| Theofylline, Ethanol | 30          | distributie over alle lichaamsvloeistof.                             |
| Chloroquine          | 200         | Sterk lipofiele moleculen die zich verspreiden over het lichaamsvet. |